# Bobby Shuttleworth
Robert Shuttleworth, detto Bobby (Tonawanda, 13 maggio 1987), è un ex calciatore statunitense, di ruolo portiere.